# X Mensae
X Mensae är en pulserande variabel av Mira Ceti-typ (M) i stjärnbilden Taffelberget.
Stjärnan varierar mellan visuell magnitud +9,27 och ljussvagare än 15,0 med en period av 380 dygn.